# Associazione Sportiva Dilettantistica Isernia Football Club
 (novembre 2022).
Si vous disposez d'ouvrages ou d'articles de référence ou si vous connaissez des sites web de qualité traitant du thème abordé ici, merci de compléter l'article en donnant les références utiles à sa vérifiabilité et en les liant à la section « Notes et références ».
Maillots
Dernière mise à jour : 13 avril 2021.
L'Associazione Sportiva Dilettantistica Isernia Football Club, plus couramment abrégé en ASD Isernia FC, est un club italien de football fondé en 1928 et basé dans la ville d'Isernia, au Molise.

## Histoire
Le club est fondé en 1928 sous le nom de Società Sportiva Samnium Isernia, nom qu'il porte jusqu'en 1932 où il porte pendant deux ans le nom de Isernia puis de Isernina.
En 1951, il reprend son ancien nom d'Isernia pendant deux ans avant de s'appeler la Polisportiva Isernia. En 1954, il prend le nom de Unione Sportiva Saetta Isernia, puis de Unione Sportiva Isernia deux ans plus tard.
Entre 1965 et 1987, le club se fait appeler sous le nom de Società Sportiva Aesernia, avant de changer de nom pour Isernia '86 à la suite d'une première refondation, et ce jusqu'en 1992 (date à laquelle il reprend son ancien nom de Polisportiva Isernia).
En 1998, le club fusionne avec le Isernia Calcio Sport pour former le Isernia Football Club.
L'Isernia FC passe la plupart de son histoire dans les catégories semi-professionnelles inférieures et régionales du football italien.
Lors des saisons 1984-85, 1985-86 et 2003-04, Isernia évolue en Serie C2 (aujourd'hui Lega Pro Seconda Divisione), quatrième division nationale.
En 2004, le club est refondé une seconde fois sous le nom de ASD Isernia Pentra Sport, qui finit par fusionner en 2007 avec le ASD Aesernia pour former l'ASD Sporting Aesernia.
Durant l'été 2009, le club fusionne avec le ASD Real Rocca d'Evandro 2006 de Scapoli, pour former l'ASD Real Isernia.
Durant l'été 2011, le club est renommé Isernia FC.

## Stade
Le club joue ses matchs à domicile au Stade Mario Lancellotta depuis 1998, doté de 1 592 places.

## Palmarès
| \| - Championnat d'Italie D4 (2) : - Champion : 1983-84 (Groupe G) et 2002-03 (Groupe G). - Championnat d'Italie D5 (Molise) (4) : - Champion : 1997-98, 2010-11, 2014-15 et 2017-18. \| \| - Championnat d'Italie D6 (Molise) : - Vice-champion : 1976-77 (Groupe A), 1977-78 (Groupe A), 1978-79 (Groupe A) et 1979-80 (Groupe A). \| |  | |
| - Championnat d'Italie D4 (2) : - Champion : 1983-84 (Groupe G) et 2002-03 (Groupe G). - Championnat d'Italie D5 (Molise) (4) : - Champion : 1997-98, 2010-11, 2014-15 et 2017-18. |  | - Championnat d'Italie D6 (Molise) : - Vice-champion : 1976-77 (Groupe A), 1977-78 (Groupe A), 1978-79 (Groupe A) et 1979-80 (Groupe A). |

## Personnalités du club

### Présidents du club
| - Remo Pontarelli (1980 - 1981) - Michele Nunziata (? - 1986) - Ilona Monika Kwajnik (2003 - 2004) - Gianni Monfreda (2010 - 2013) | - Claudio Pucciarelli / Saverio De Benedictis / Antonio Gialloreto / Duilio Petrarca (2013 - 2014) - Domenico Scarselli / Luca Carbone / Eugenio Venditti (2014 - 2015) | - Luigi Mazzocco (2015 - 2017) - Mario Mariani (2017 - 2019) - Vincenzo Giannini (2019 - ) |

### Entraîneurs du club
| - Dino Da Costa (1969 - 1970) - Celestino Boragine (1980 - 1981) - Celestino Boragine (1983 - 1984) - Giovanni Ardemagni (1984 - 1985) - Dino Ballacci (1985 - 1986) - Claudio Di Pucchio (1986 - 1988) - Stefano Sanderra (1998 - 1999) - Gaetano Musella (1999 - 2000) - Luigino Pasciullo (2000 - 2001) - Ennio Mastalli (2001 - 2002) | - Vincenzo Cosco / Andrea Pensabene (2002 - 2003) - Manuele Domenicali / Lamberto Leonardi (2003 - 2004) - Silvio Di Prisco (2010 - 2011) - Pasquale Logarzo (2011 - 2012) - Francesco Farina (2012 - 2013) - Alberto Savino / Giovanni Renna / Santo Mazzullo / Massimo Scagliarini / Michele Califano (2013 - 2014) | - Pierluigi De Bellis (2014 - 2015) - Pierluigi De Bellis / Carmelo Gioffrè (2015 - 2016) - Fabio Di Rienzo (2016 - 2018) - Massimo Silva (2018 - 2019) - Michele D'Ambrosio (2019 - 2020) - Fabio Di Rienzo (2020 - ) |

### Anciens joueurs du club
- Sandro Grande

## Identité du club

### Hymne
L'hymne officiel du club s'intitule « Forza Isernia », composé par D. Perone et M. Caranci.

### Rivalité
L'ASD Isernia FC entretient une forte rivalité avec les équipes du Cassino 1924 (situé à 50 km) et du Vastese Calcio (situé à 90 km), ainsi qu'une rivalité plus mineure avec les clubs de la même province du SSD Città di Campobasso, de l'ASD Termoli Calcio 1920 et l'US Venafro.
Les Ultras de l'ASD Isernia FC entretiennent de bonnes relations avec les ultras du Manfredonia Calcio, de l'AS Terracina, du SS Maceratese et du club roumain du Rapid Bucarest (frange du Torcida Visinie).